# Кингстон Фронтенакс
«Кингстон Фронтенакс» (англ. Kingston Frontenacs) — молодёжный хоккейный клуб из города Кингстон, Онтарио, Канада. Выступает в Хоккейной лиге Онтарио (OHL), одной из трёх лиг, составляющих Канадскую хоккейную лигу (CHL).
«Фронтенакс» проводят домашние игры на арене «Леон'с Центр», открывшейся в 2008 году.

## История
История команды началась еще до Хоккейной лиги Онтарио, когда в 1945 году появилась команда, известная как «Кингстон Викториас». Нынешняя франшиза «Фронтенакс» была основана в Хоккейной ассоциации Онтарио в 1973–74 годах, а затем до 1987–88 годов называлась «Кингстон Канадианс». В 1988–89 годах команда называлась «Кингстон Рэйдерс», и с тех пор носит название — «Фронтенакс».
«Фронтенакс» выиграли Лейдэн Трофи, как победители Восточного дивизиона Хоккейной лиги Онтарио в сезонах 1994–95 и 2015–16. В сезоне 1992–93 «Фронтенакс» дошли до финала Восточной конференции, но проиграли «Питерборо Питс». В сезоне 2017–18 «Кингстон» во второй раз в истории клуба вышел в финал Восточной конференции, однако проиграл команде «Гамильтон Булдогс».

## Рекорды команды
Рекорды команды, начиная с 1989 года.
| Рекорды команды за один сезон      |       |         |
| Статистика                         | Всего | Сезон   |
| Очки                               | 97    | 2015–16 |
| Победы                             | 46    | 2015–16 |
| Наибольшее кол-во забитых шайб     | 330   | 1997–98 |
| Наименьшее кол-во пропущенных шайб | 189   | 2015–16 |